# Juego electrónico

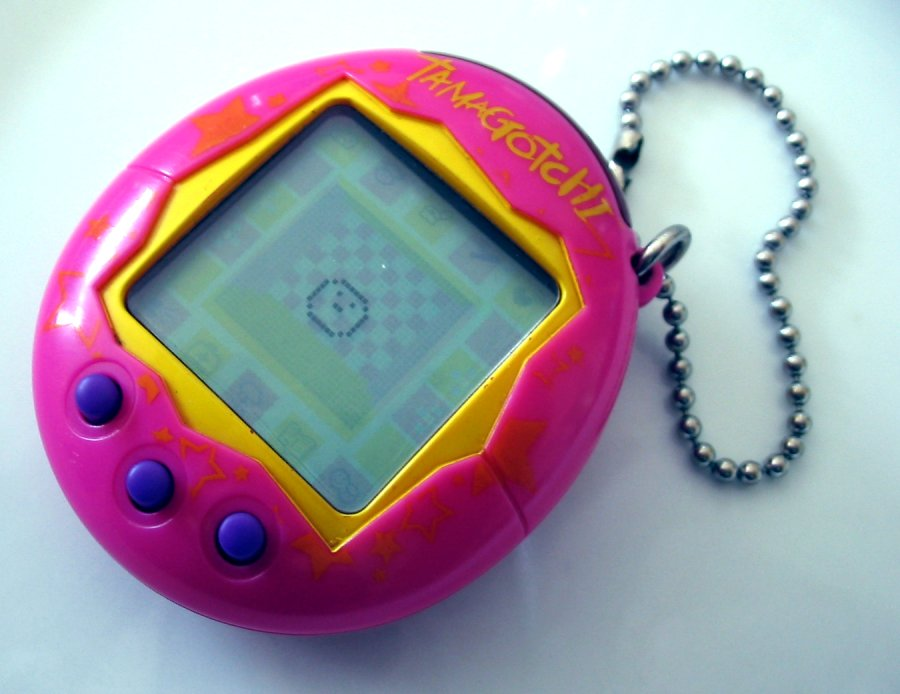
Imagen del juego Tamagotchi

Un juego electrónico es un juego basado en la interacción entre una o varias personas y un aparato electrónico que ejecuta dicho juego. Los juegos electrónicos más conocidos son los videojuegos, pero también existen otros como los pinball, las máquinas tragamonedas, los audiojuegos, ciertos juegos de tablero y varios juguetes. 
Los videojuegos tienen varios predecesores. En los videojuegos de texto, la interacción se desarrolla mediante texto; las pantallas mostraban texto en vez de gráficos rasterizados con píxeles. Los audiojuegos carecen de todo tipo de interfaz gráfica, y se basan en el uso del audio y el tacto. Los juegos electrónicos portátiles, como el Tetris, el Simon, el Merlin y el Lights Out, usan pantallas de lamparitas o cristal líquido que son capaces de mostrar unos pocos elementos específicos al juego. Los pinball y las máquinas tragamonedas, originalmente juegos mecánicos, evolucionaron en la década de 1970 hacia juegos electromecánicos o electrónicos para permitir incorporar elementos de juego más interesantes. 